# Ловер-Баррелл (Пенсільванія)
Ловер-Баррелл (англ. Lower Burrell) — місто (англ. city) в США, в окрузі Вестморленд штату Пенсільванія. Населення — 11 758 осіб (2020).

## Географія
Ловер-Баррелл розташований за координатами 40°34′56″ пн. ш. 79°42′47″ зх. д. / 40.58222° пн. ш. 79.71306° зх. д. (40.582130, -79.712955).  За даними Бюро перепису населення США в 2010 році місто мало площу 29,84 км², з яких 29,17 км² — суходіл та 0,66 км² — водойми.

## Демографія
Згідно з переписом 2010 року, у місті мешкала 11 761 особа в 5080 домогосподарствах у складі 3339 родин. Густота населення становила 394 особи/км².  Було 5381 помешкання (180/км²).
Расовий склад населення:
| - 97,3 % — білих - 1,1 % — чорних або афроамериканців - 0,4 % — азіатів - 0,1 % — корінних американців |

До двох чи більше рас належало 1,0 %. Частка іспаномовних становила 0,5 % від усіх жителів.
За віковим діапазоном населення розподілялося таким чином: 19,2 % — особи молодші 18 років, 58,2 % — особи у віці 18—64 років, 22,6 % — особи у віці 65 років та старші. Медіана віку мешканця становила 47,1 року. На 100 осіб жіночої статі у місті припадало 91,8 чоловіків;  на 100 жінок у віці від 18 років та старших — 88,8 чоловіків також старших 18 років.
Середній дохід на одне домашнє господарство  становив 65 773 долари США (медіана — 56 474), а середній дохід на одну сім'ю — 78 081 долар (медіана — 69 405). Медіана доходів становила 52 922 долари для чоловіків та 41 187 доларів для жінок. За межею бідності перебувало 9,0 % осіб, у тому числі 11,5 % дітей у віці до 18 років та 5,7 % осіб у віці 65 років та старших.
Цивільне працевлаштоване населення становило 5567 осіб. Основні галузі зайнятості: освіта, охорона здоров'я та соціальна допомога — 22,6 %, виробництво — 16,5 %, роздрібна торгівля — 12,4 %.